# Соту-да-Веля
Соту-да-Веля (порт. Souto da Velha; МФА: [ˈso.tu dɐ ˈvɐ.ʎɐ]) — парафія в Португалії, у муніципалітеті Торре-де-Монкорву. Розташована в північно-східній частині країни, на теренах історичної португальської провінції Трансмонтана. Входить до складу округу Браганса. За адміністративним поділом, чинним до 1976 року, терени парафії були складовою провінції Трансмонтана і Верхнє Дору. Належить до Брагансько-Мірандської діоцезії Католицької церкви. Патрон — святий Ільдефонс. Площа — 12,4460 км². Населення — 93 ос. (2011). Слабо урбанізований регіон. Густота населення — 7,47 осіб/км²
. Код — 040915.

## Населення
| Кількість мешканців | Кількість мешканців | Кількість мешканців | Кількість мешканців | Кількість мешканців | Кількість мешканців | Кількість мешканців | Кількість мешканців | Кількість мешканців | Кількість мешканців | Кількість мешканців | Кількість мешканців | Кількість мешканців | Кількість мешканців | Кількість мешканців |
| ------------------- | ------------------- | ------------------- | ------------------- | ------------------- | ------------------- | ------------------- | ------------------- | ------------------- | ------------------- | ------------------- | ------------------- | ------------------- | ------------------- | ------------------- |
| 1864                | 1878                | 1890                | 1900                | 1911                | 1920                | 1930                | 1940                | 1950                | 1960                | 1970                | 1981                | 1991                | 2001                | 2011                |
| 312                 | 345                 | 375                 | 391                 | 327                 | 323                 | 345                 | 359                 | 423                 | 464                 | 252                 | 253                 | 197                 | 125                 | 93                  |